# 翁洪
翁洪（1468年—？），字守洪，錦衣衛官籍福建莆田縣（今福建省莆田市）人，明朝政治人物。

## 生平
順天府鄉試第四十名舉人。正德六年（1511年）中式辛未科會試第六十一名，登第二甲第一百零六名進士。

## 家族
曾祖翁仕寧，歷贈户部尚書；祖父翁瑛，曾任翰林院檢討，贈戶部尚書；父翁世資，曾任太子太保戶部尚書贈太子少傅。前母□氏（贈夫人）；母龔氏 (□加夫人）；繼母苗氏（封夫人）。永感下。